# 迟嵘亮
迟嵘亮（1978年1月9日—），是已退役的中国职业足球运动员，整个球员生涯只效力于天津泰达一家俱乐部。

## 俱乐部
迟嵘亮出道于天津青年队，1997年代表天津立飞首度亮相于甲A联赛，但由于俱乐部并未及时为他办理好参赛手续就派其出场，致使天津队被足协罚分，时任主教练左树声愤而辞职，天津立飞也于赛季末降级。职业生涯中常年身披7号球衣，当时与8号孙建军、9号张效瑞、10号于根伟组成天津队的黄金中场。在2005至2006赛季，由于主教练刘春明更倾向于在边路使用更为年轻的蒿俊闵、吴伟安、卢彦等年轻球员，迟嵘亮在这两个赛季只在联赛中出场9次共222分钟。2006赛季以后，由于自己丰富的经验以及位置多面性，再次重新获得稳定的出场机会，在这段时间里也曾经担任过球队场上队长。在2009年赛季初对北京国安的比赛中重伤下场；赛季结束后，因为之前受的伤恢复不理想，正式宣布退役。

## 国家队
由于在俱乐部的出色表现，迟嵘亮曾经在98-99年间多次入选国奥队和国家队。

## 执教生涯
迟嵘亮在2015年曾经短暂加入天津松江队教练组，同年底回到天津泰达队担任中方教练组教练以及预备队助理教练。2017年8月，泰达队主教练李林生辞职，迟嵘亮代理主教练一职。2018年底起担任球队领队。
2021年8月份，迟嵘亮被天津纪委带走接受调查。